# لوروا غريفيث
لوروا غريفيث (بالإنجليزية: Leroy Griffith)‏ هو مالك ملهى ليلي ‏ ومنتج أفلام أمريكي، ولد في 26 مارس 1932 في بوبلار بلوف (ميزوري) في الولايات المتحدة.

## وصلات خارجية
- لوروا غريفيث على موقع IMDb (الإنجليزية)
- لوروا غريفيث على موقع ميوزك برينز (الإنجليزية)
- لوروا غريفيث على موقع قاعدة بيانات الفيلم (الإنجليزية)